# Argenton-sur-Creuse
Argenton-sur-Creuse je naselje in občina v srednjem francoskem departmaju Indre regije Center. Leta 2009 je naselje imelo 5.160 prebivalcev.

## Geografija
Naselje leži v pokrajini Berry ob reki Creuse, 29 km jugozahodno od Châteaurouxa.

## Uprava
Argenton-sur-Creuse je sedež istoimenskega kantona, v katerega so poleg njegove vključene še občine Bouesse, Celon, Chasseneuil, Chavin, Le Menoux, Mosnay, Le Pêchereau, Le Pont-Chrétien-Chabenet, Saint-Marcel in Tendu z 12.940 prebivalci.
Kanton Argenton-sur-Creuse je sestavni del okrožja Châteauroux.

## Zanimivosti
- kapela Dobre Gospe, romarska postaja na poti v Santiago de Compostelo (Via Lemovicensis),
- ruševine nekdanje srednjeveške trdnjave,
- kapela sv. Benedikta iz 15. in 16. stoletja,
- neogotska cerkev Presvetega Odrešenika iz 19. stoletja,
- spominski center, v spomin na pokol 9. junija 1944, ki ga je zagrešila 2. SS divizija Das Reich nad meščani Argentona,
- arheološko najdišče - muzej Argentomagus, nekdanji oppidum galskega plemena Biturigov, francoski zgodovinski spomenik, leži severno od Argentona, na ozemlju občine Saint-Marcel.

## Pobratena mesta
- Bellona (Kampanija, Italija),
- Toko Madji (Mavretanija),
- Ulm (Baden-Württemberg, Nemčija).